# أفضل فريق برازيلي
أفضل فريق برازيلي (بالإنجليزية: Brazilian Top Team)‏ هي أكاديمية وفريق متخصص في رياضة جيو جيتسو برازيلية وفنون القتال المختلطة. تم تأسيسه في أبريل 2000 من قبل موريلو بوستامانتي، وريكاردو ليبوريو، وماريو سبيري، ولويس روبرتو دوارتي، الأعضاء السابقين في أكاديمية كارلستون غراسي، لتطوير وإنشاء تقنيات تدريب جديدة للجيو جيتسو البرازيلية، ومصارعة الإخضاع، والفنون القتالية المختلطة.